# إدوارد مولر (سياسي)
إدوارد مولر (الألمانية السويسرية الموحدة: Eduard Müller، و. 1848 – 1919 م) هو سياسي، وقاضي، وصحفي، ومحامي سويسري، ولد في برن، توفي في برن، عن عمر يناهز 71 عاماً.

## مناصب
تولى منصب عضو المجلس الفيدرالي السويسري (16 أغسطس 1895–9 نوفمبر 1919)
- municipality president  [لغات أخرى]‏، برن (1 مارس 1888–21 أغسطس 1895)[3]
- عضو المجلس الوطني السويسري (1 ديسمبر 1884–1 أغسطس 1895)[2]
- رئيس المجلس الوطني السويسري  [لغات أخرى]‏.